# Cesare Gelli
Cesare Gelli (Roma, 28 novembre 1932 – Roma, 27 agosto 2016) è stato un attore italiano.

## Biografia
Inizia l'attività di attore nella rivista a 18 anni: i primi a offrirgli una possibilità furono il capocomico Fanfulla e Mario Carotenuto, ma la sua scuola furono anche i fratelli Maggio. Quando l'avanspettacolo subì una decadenza, attraversò una crisi professionale e pensò di lasciare il palcoscenico. Fu allora che arrivò l'occasione che gli fece fare il salto di qualità: Garinei e Giovannini, grazie al suggerimento di Bice Valori e Paolo Panelli, al quale faceva da spalla e che diventarono suoi amici, lo convocarono per la parte dello scultore Torwalsen nella prima edizione di Rugantino, con  Nino Manfredi, nel 1962. In seguito gli fu offerta la parte del Principe Paritelli, ruolo che ricoprì in tutte le successive edizioni, quella del 1978 con Enrico Montesano, quella del 1998 con Valerio Mastandrea, fino all'inizio della quarta con Michele La Ginestra: fu il solo attore che attraversò 30 anni di Sistina nello stesso ruolo.
La sua carriera teatrale cambiò e Gelli ebbe l'incontro con il teatro classico, entrando nel mondo di Luca Ronconi nell'edizione dell'Orlando Furioso del 1969. Con Ronconi si ritrovò poi nell'estate del 1993 in occasione della Biennale di Venezia per l'allestimento di Utopia, di cui fu uno dei protagonisti. Nel 1974 si misurò con Vittorio Gassman nel suo lavoro "O Cesare o Nessuno". Un altro incontro di grande importanza per Gelli fu quello col regista Mario Missiroli, con il quale lavorò per dieci anni durante la sua direzione dello Stabile di Torino; in scena nel 1972 in una discussa La locandiera con Anna Maria Guarnieri, un anticonvenzionale Molto rumore per nulla sempre con la Guarnieri e Corrado Pani che debuttò in estate al Teatro Romano di Verona per essere poi rappresentato nei teatri italiani; e ancora un'edizione di Zio Vanja nel ruolo del professore Serebriakov. Seguirono quindi L'eroe borghese, nei cui allestimento Missiroli fece debuttare molti giovani diplomati dell'Accademia d'arte drammatica; La villeggiatura, La signorina Giulia e La Mandragola. Sempre con Missiroli e Giulio Brogi fu a Spoleto in un allestimento di La duchessa di Amalfi, prima di lasciare definitivamente le scene per motivi di salute.
Il teatro fu il suo lavoro, al quale dedicò la maggior parte del suo tempo. Nella pause tra uno spettacolo e l'altro, lavorò in alcune produzioni di prosa televisiva e radiofonica della Rai, su tutte La Candida di George Bernard Shaw. Il suo debutto nel cinema fu col regista Luciano Salce che lo scelse per una piccola parte ne La cuccagna del 1962 e a cui seguirono altre partecipazioni, la più importante in Todo modo di Elio Petri.
Cesare Gelli è morto a Roma il 27 agosto 2016, ad 83 anni.

## Filmografia

### Attore
- La cuccagna, regia di Luciano Salce (1962)
- Thrilling, regia di Ettore Scola (1965)
- Uccellacci e uccellini, regia di Pier Paolo Pasolini (1966)
- È mezzanotte... butta giù il cadavere, regia di Guido Zurli (1966)
- Madamigella di Maupin, regia di Mauro Bolognini (1966)
- Non faccio la guerra, faccio l'amore, regia di Franco Rossi (1966)
- Il fischio al naso, regia di Ugo Tognazzi (1967)
- Riderà (Cuore matto), regia di Bruno Corbucci (1967)
- Top Crack, regia di Mario Russo (1967)
- Il medico della mutua, regia di Luigi Zampa (1968)
- La notte è fatta per... rubare, regia di Giorgio Capitani (1968)
- Donne... botte e bersaglieri, regia di Ruggero Deodato (1968)
- Contestazione generale, regia di Luigi Zampa (1970)
- La calandria, regia di Pasquale Festa Campanile (1972)
- Todo modo, regia di Elio Petri (1976)
- Aragosta a colazione, regia di Giorgio Capitani (1979)
- Sette uomini d'oro nello spazio, regia di Alfonso Brescia (1979)
- La ragazza del vagone letto, regia di Ferdinando Baldi (1979)
- Arrivano i gatti, regia di Carlo Vanzina (1980)
- Mille bolle blu, regia di Leone Pompucci (1993)
- L'amante bilingue (El amante bilingüe), regia di Vicente Aranda (1993)
- S.P.Q.R. - 2000 e ½ anni fa, regia di Carlo Vanzina (1994)
- Febbre da cavallo - La mandrakata, regia di Carlo Vanzina (2002)
- Tosca e altre due, regia di Giorgio Ferrara (2003)

## Doppiaggio
- Philippe Clay in Armiamoci e partite!
- Paul L. Smith in I due criminali più pazzi del mondo
- Chief John Big Tree in La più grande avventura (ridoppiaggio)
- William 'Bo' Jim in Miami Supercops - I poliziotti dell'8ª strada
- Lou Marsh in Superfantagenio
- Brian Blessed in Enrico V
- Abe Vigoda in Joe contro il vulcano
- William Prince in Assassination

## Prosa televisiva Rai
- Il tuttofare (1967)
- Don Giovannino (1967)
- Totò Ciak (1967)
- Felicita Colombo, regia di Antonello Falqui (1968)
- Stasera Fernandel - serie TV, un episodio (1969)
- Nero Wolfe: il pesce più grosso (1969)
- Le colonne della società, dramma di Henrik Ibsen, regia di Mario Missiroli, trasmessa il 18 febbraio 1972
- Il consigliere imperiale (1974)
- Orlando furioso (1975)
- Candida, regia di Sandro Sequi, trasmessa il 5 aprile 1980
- Fuori i Borboni, regia di Alessandro Giupponi, trasmessa il 18 aprile 1980
- La Mandragola, di Niccolò Machiavelli, regia di Mario Missiroli, trasmessa il 4 gennaio 1985
- Se devi dire una bugia dilla grossa, regia di Pietro Garinei, trasmessa il 25 dicembre 2002

## Teatro
- O Cesare o nessuno, regia di Vittorio Gassman, prima al Teatro la Pergola di Firenze, il 4 dicembre 1974
- Rugantino, (1978 - 2004)
- Aspettando Godot, di Samuel Beckett, regia di Antonio Calenda, 1987
- La fastidiosa, di Franco Brusati, regia di Mario Missiroli, prima al Teatro Nazionale di Milano il 7 aprile 1994

## Doppiatori
- Mario Mastria in Riderà (Cuore matto)
- Ferruccio Amendola in Contestazione generale